# Slavianski bazar de Vitebsk
Le festival international des arts Slavianski Bazar de Vitebsk (en biélorusse : Міжнародны фестываль мастацтваў « Славянскі базар у Віцебску », en ukrainien : Міжнародний фестиваль мистецтв « Слов'янський базар у Вітебську », en russe : Международный фестиваль искусств "Славянский базар в Витебске") est un festival annuel tenu à Vitebsk en Biélorussie, avec le concours du gouvernement biélorusse depuis 1992. Il se déroule en juin, à une date proche du solstice d'été. Son principal programme tourne autour de la musique slave, avec des artistes russes, biélorusses et ukrainiens ainsi que des Yougoslaves, des Polonais et des Bulgares. Il y a aussi des invités d'autres pays.